# Elektronenbehandlung von Saatgut
Die Elektronenbehandlung von Saatgut (auch Elektronenbeize) ist ein Verfahren ohne chemische Wirkstoffe, bei dem Krankheitserreger abgetötet werden, ohne dass Endosperm und Embryo im Saatkorn geschädigt werden, wodurch die Keimfähigkeit erhalten bleibt. Das Verfahren wirkt gegen alle Pathogene, die sich in und auf der Samenschale befinden. Es werden nicht nur samenbürtige Pathogene abgetötet, sondern es findet mit der Unterbrechung der Infektionskette durch die Abtötung schädlicher Mikroorganismen wie Bakterien und Viren auch ein nachhaltiger Schutz statt. 
Die Elektronenbehandlung ist mit einer jährlichen Behandlungsmenge von über 35.000 Tonnen (Stand 2024) die wichtigste Alternative zur chemischen Beizung in Deutschland.

## Geschichte
Bereits im frühen 20. Jahrhundert wurden Experimente zum Schutz und zur Sterilisation von Produkten mithilfe der Elektronenstrahlbehandlung durchgeführt. Für den landwirtschaftlichen Bereich wurde diese Technologie zu Beginn der 1980er Jahre im ehemaligen Forschungsinstitut Manfred von Ardenne in Dresden untersucht. Ziel war der Schutz von Saatgut vor samenbürtigen Erregern, bis dato über Quecksilberbeizen realisiert, bei gleichzeitigem Umwelt- und Anwenderschutz. Im Wesentlichen verlief die Entwicklung über die drei Anlagentypen „Elba“ (Versuchsanlage in Weinböhla, 1983), „Wesenitz 1“ (Pilotanlage in Helmsdorf, 1995) und „Wesenitz 2“ (Mobile Anlage, 1999). Anlagen mit einem ähnlichen Wirkungskonzept vom Typ „EVONTA e-3“, werden von Team Agrar (ehem. Hauptgenossenschaft Nord AG) in Demmin (Mecklenburg-Vorpommern) betrieben.
2021 wurde von Fraunhofer und Ceravis das gemeinsame Joint Venture Firma E-VITA GmbH. Die E-VITA GmbH ist Anlagenbauer mit Sitz in Dresden. Die E-VITA GmbH verkauft und vermietet Anlagen verschiedener Durchsatzklassen.
Durch die Entwicklung und Einführung der E-VITA PLUS Technologie, kann das Verfahren bei Saatgut auch Ertragsergebnisse verbessern und die Qualität des Saatgutes erhöhen. Dabei handelt es sich um die Kombination von Elektronenbehandlung als ersten Schritt zur Erzeugung pathogenfreier Oberflächen und die Nachbehandlung mit natürlich vorkommenden, symbiotisch der wachsenden Pflanze helfenden Mikroorganismen. Großanlagen sind unter anderem bei den Firmen Ceravis in Güstrow (Mecklenburg-Vorpommern), bei der Agravis-Ost GmbH & Co. KG in Aschersleben sowie der Geno-Saaten GmbH in Rätzlingen im Einsatz. Darüber hinaus verfügt die E-VITA GmbH über Anlagen, die in Mietprojekten weltweit im Einsatz sind. 